# Cantonul Grenade-sur-l'Adour
Cantonul Grenade-sur-l'Adour este un canton din arondismentul Mont-de-Marsan, departamentul Landes, regiunea Aquitania, Franța.

## Comune
- Artassenx
- Bascons
- Bordères-et-Lamensans
- Castandet
- Cazères-sur-l'Adour
- Grenade-sur-l'Adour (reședință)
- Larrivière-Saint-Savin
- Lussagnet
- Maurrin
- Saint-Maurice-sur-Adour
- Le Vignau